# اژیا پسفیک ایرلاینز (ایالات متحده آمریکا)
اژیا پسفیک ایرلاینز (به انگلیسی: Asia Pacific Airlines (United States)) یک شرکت هواپیمایی با کد یاتا P9 است که در تاریخ ۱۹۹۸ میلادی تأسیس شده است. دفتر مرکزی اژیا پسفیک ایرلاینز در دان ویل، کالیفرنیا، ایالات متحده آمریکا واقع شده‌است و قطب این شرکت هواپیمایی در فرودگاه بین‌المللی انتونیو بی وان پت (گوام) و فرودگاه بین الملی هونولولو (هونولولو) قرار دارد و به ۹ مقصد، پرواز مستقیم انجام می‌دهد.